# ویروس کوتوله سویا
ویروس کوتوله سویا (نام علمی: Soybean dwarf virus) (مخفف انگلیسی: SbDV) نام یک گونه از سرده کوتولگی زرد است.